# سوئیس میس
سوئیس میس (انگلیسی: Swiss Miss) یک نام تجاری آمریکایی برای محصولات پودر کاکائو و پودینگ است که توسط چارلز سانا ایجاد شد و توسط شرکت آمریکایی کنگارا برندس به فروش می‌رسد.